# 金寶英 (小說家)

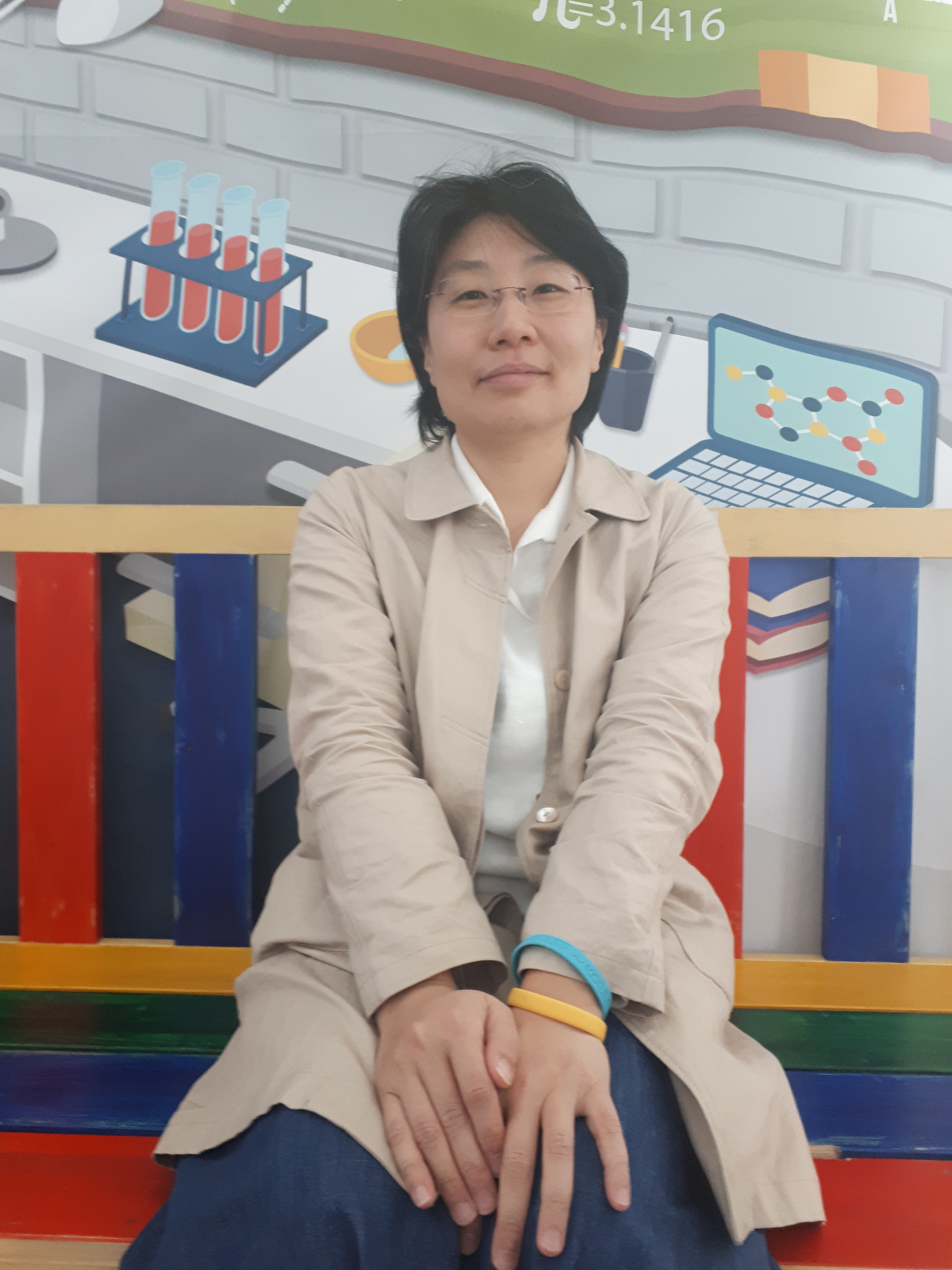
金寶英曾出席2018年的韓國SF大會

金寶英（韓語：김보영，1975年—）是大韩民国江原道科幻小說作家。她除創作多部小說與短篇故事作品外，亦曾於2013年為奉俊昊執導的電影《末日列車》擔任編審。她是首個獲哈珀柯林斯出版作品的朝鲜半岛科幻小說作家。

## 生平
金寶英出生於1975年。1990年代初，礙於軍事獨裁的限制，她並沒有太多的機會接觸西方科幻小說著作，故此其早期的文學作品，大多受主流文學及韓國漫畫所影響。她在成為作家之前，曾於韓國電子遊戲開發商Garam & Baram先後任職編劇、遊戲開發者及平面設計師數個職位。
2004年，其首部出版的小說作品《觸覺體驗》獲得年度韓國科技創意寫作獎，其後亦曾三度於南韓SF小說獎中得獎，分別為2013年的《七人執行官》（長篇小說組）、2014年的《世界上最快的人》（短篇／中篇小說組）及2017年的《我們有多相似》（短篇／中篇小說組）。
金氏的作品間中基於或啟發自大韓民國社會的重要事件，諸如世越号沉没事故、AlphaGo李世乭五番棋之勝利，以及一件坊間稱之為「韓國玩家门」的事件（事緣一名為一知名電子遊戲配音的配音員於社交平台上載一張相片，當中可見該配音員身穿寫有「少女不需要公子」的襯衫，導致該配音員失業）。
近年，金氏是少數有其作品被翻譯成英語的朝鮮半島科幻小說作家，部份原因在於其短篇故事作品曾於《Clarkesworld Magazine》上刊載。其最近被翻譯成英語的作品計有《I'm Waiting for You》（由哈珀柯林斯於2021年出版、蘇菲·鮑曼及宋柳翻譯）及《On the Origin of Species and Other Stories》（由卡亞出版社於2021年出版）。當中後者由索拉·金-羅素及Joungmin Lee Comfort翻譯，並獲入圍2021年國家圖書獎翻譯文學獎。

## 精選集
- 《進化神話》（韓語：진화 신화，2010年）
- 《七人執行官：金寶英長篇小說》（韓語：7인 의 집행관: 김 보영 장편 소설，2013年）
- 《世俗的先知者》（韓語：저 이승 의 선지자，2017年）
- 《多麼相似：金寶英小說集》（韓語：얼마나 닮았는가: 김 보영 소설집，2020年）
- 《我在等你：金寶英長篇小說》（韓語：당신 을 기다리고 있어: 김 보영 장편 소설，2020年）